# Anisopodus ligneus
Anisopodus ligneus là một loài bọ cánh cứng trong họ Cerambycidae.